# Usines Škoda
Pour les articles homonymes, voir Škoda.
Les usines Škoda (en tchèque Škodovy závody ; aujourd'hui Škoda Transportation, Škoda Auto et une multitude d'autres sociétés en République tchèque et en Slovaquie dont les noms contiennent encore le nom de Škoda) constituaient la plus grande entreprise industrielle en Autriche-Hongrie et plus tard en Tchécoslovaquie. Il était aussi l'un des plus grands conglomérats industriels en Europe au XXe siècle. Le successeur jusqu'en 2018, la Škoda Holding, est axée sur la fabrication de véhicules de transport ; certaines entreprises qui ne lui sont plus liées utilisent la marque Škoda dans d'autres domaines industriels.

## Histoire

### 1859 à 1899: création de Škoda
La famille noble Waldstein fonda l'entreprise en 1859 à Plzeň, Emil Škoda l'acheta en 1869. Il s'est rapidement imposé comme le fabricant d'armes de premier plan en Autriche-Hongrie produisant des armes lourdes pour la marine, des canons de montagne ou des mortiers ainsi que la célèbre mitrailleuse Škoda M1909. En plus de produire des armes pour l'armée austro-hongroise, Škoda fabriquait également des locomotives, des aéronefs, des navires, des machines-outils, turbine à vapeur et de l'équipement pour les centrales électriques et continue de le faire.
En 1859, le comte Wallenstein-Vartenberk crée une succursale de sa fonderie et d’ingénierie à Plzeň. La production de l'usine, qui employait plus d'une centaine de travailleurs, comprenait notamment des machines et de l’équipement pour les fabriques de sucre, les brasseries, les mines, les machines à vapeur, les chaudières, les structures de ponts en fer et les installations ferroviaires. En 1869, l'usine fut reprise par Emil Škoda, un ingénieur industriel et un entrepreneur dynamique.
Škoda développa rapidement l'entreprise, et dans les années 1880 fonda ce qui était alors une aciérie très moderne capable de fournir des pièces pesant plusieurs dizaines de tonnes. Des pièces moulées en acier et, plus tard, des pièces forgées pour les paquebots et les navires de guerre constituèrent plus une des secteurs principaux à l’exportation de l'usine Škoda.

### 1899 à 1945: avant et pendant la Seconde Guerre mondiale

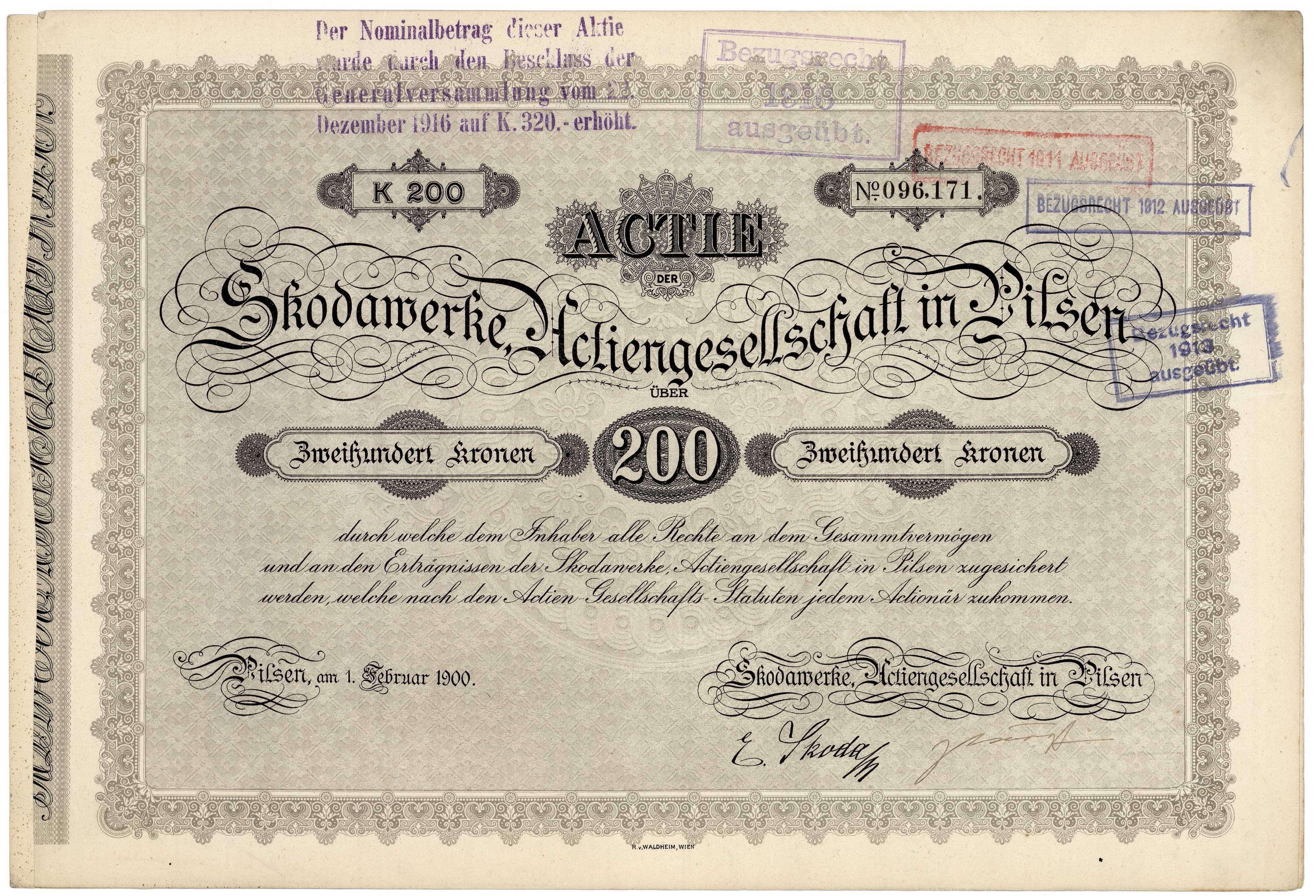
Action des Usines Škoda en date du 1er février 1900.

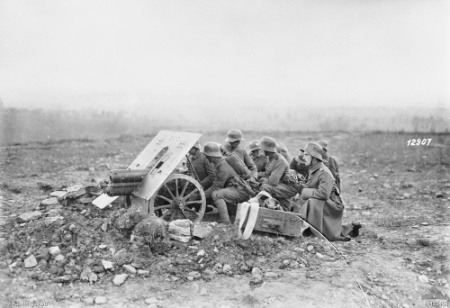
Un canon Škoda 75 mm Modèle 15.

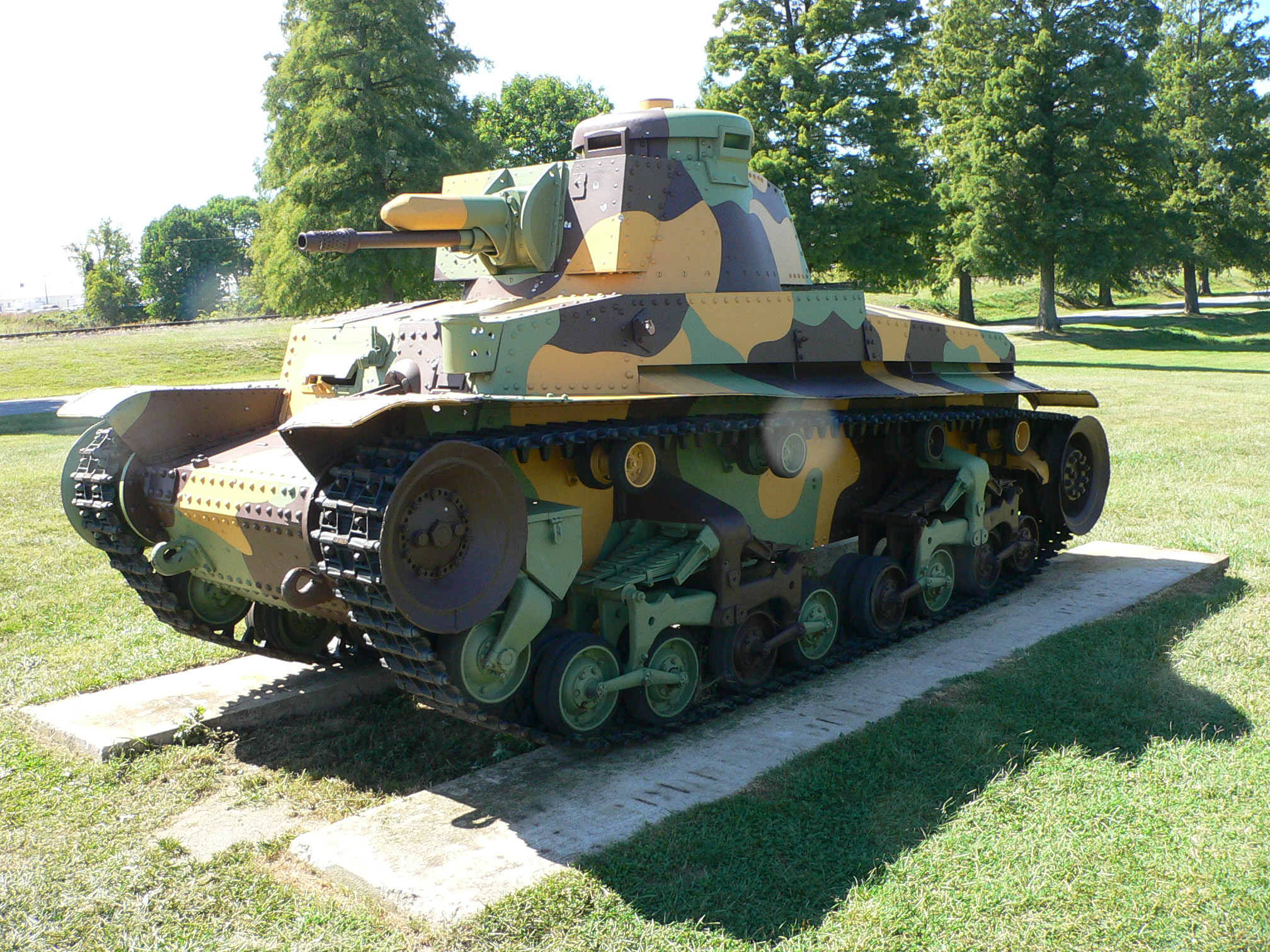
Un char Panzer 35(t).

En 1899, l'entreprise en constante expansion fut transformée en société anonyme, et avant la Première Guerre mondiale, les usines Škoda étaient devenues le plus grand fabricant d'armes d’Autriche-Hongrie. Elles étaient un fournisseur de la marine et de l'armée, fournissant principalement des canons lourds et des munitions.
Les exportations comprenaient des pièces de fonderie, dont entre autres une partie de la tuyauterie de la centrale hydraulique des chutes du Niagara ou des puissantes écluses du canal de Suez, ainsi que des machines pour les sucreries en Turquie, les brasseries à travers toute l'Europe, et des armes pour l'Extrême-Orient et l'Amérique du Sud.
La Première Guerre mondiale entraina une baisse de la production des produits fabriqués normalement en temps de paix. Des sommes énormes furent investies dans l'expansion des capacités de production. À cette époque, les usines Škoda détenaient déjà la majorité  dans un certain nombre d'entreprises dans les territoires tchèques et à l'étranger qui n'étaient pas impliqués dans la fabrication d’armes. En 1917, l'entreprise comptait 35 000 employés à Plzeň uniquement.
À la suite de la création de la république tchécoslovaque en 1918, dans les conditions économiques complexes de l'après-guerre en Europe, la société fut  transformée d’un fabricant d'armes quasi exclusivement à une entreprise multisectorielle. En plus des secteurs traditionnels, le programme de production adopta un certain nombre de nouveaux concepts, tels que les locomotives à vapeur (et plus tard électriques), des wagons de passagers et de fret, des avions, des navires, des machines-outils, des turbines à vapeur, etc.
En 1923, le célèbre logotype de l'entreprise, la flèche ailée inscrite dans un cercle, fut enregistré au registre des sociétés. En fait l'aile est une coiffe de chef Sioux stylisée et ce logo aurait été inspiré à Emil Škoda par son voyage aux États-Unis où il avait visité les usines Ford et diverses industries techniquement à la pointe du progrès. La détérioration de la situation politique en Europe entraina une augmentation à nouveau de la production d’armes au milieu des années 1930.
Škoda fabriqua la première tourelle à canons triples au monde pour la classe de cuirassés Tegetthoff de la marine austro-hongroise. Avant la Seconde Guerre mondiale, Škoda produisait également les chars LT-35 et LT-38, mieux connus sous leurs appellations allemandes Panzer 35(t) et Panzer 38(t). Ces chars étaient initialement destinés pour l'armée tchécoslovaque et leur production continua pendant l'occupation par l'Allemagne nazie. Ils ont été largement utilisés par la Wehrmacht dans la campagne de Pologne, de la bataille de France, mais aussi pendant l'invasion allemande de l'Union soviétique.
En 1924, les usines Škoda acquirent le constructeur automobile Laurin-Klement, plus tard connu sous le nom Škoda Auto. Les deux sociétés furent séparées après 1945, quand toute l'économie tchécoslovaque passa sous le contrôle du gouvernement.
| Canons de montagne produits par Škoda : | Autres armes produites par Škoda : |
| --- | --- |
| - Skoda 75 mm Modèle 15 - Skoda 75 mm Modèle 1928 - Skoda 75 mm Modèle 1936 - Skoda 75 mm Modèle 1939 - Skoda 100 mm Modèle 1916 - Skoda 100 mm Modèle 16/19 - Skoda 105 mm Modèle 1939 - Skoda 150 mm Modèle 1918 | - Mitrailleuse Skoda M1909 - Canon Škoda 37 mm Modèle 1934 - Canon Skoda 37 mm Model 1937 - Canon Skoda 37 mm A7 - Canon Skoda K-series - Škoda 149 mm K1 / Modèle 1933 - Škoda 149 mm K4 / Modèle 1937 - Obusier Škoda 305 mm Modèle 1911 |

### 1945 à 1989: après la Seconde Guerre mondiale

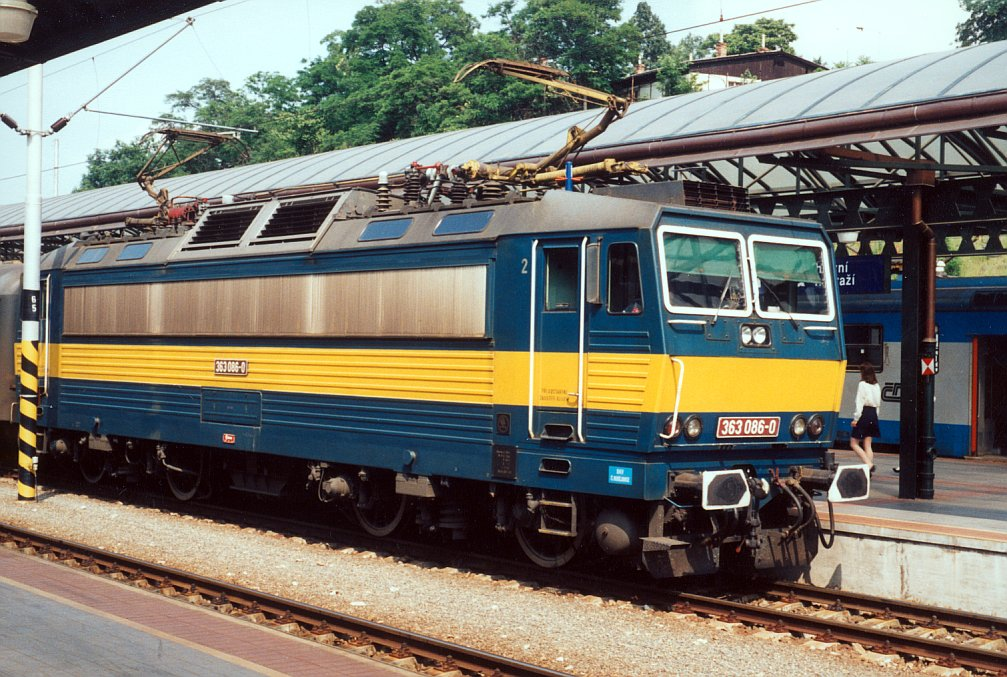
Locomotive ES499.1.

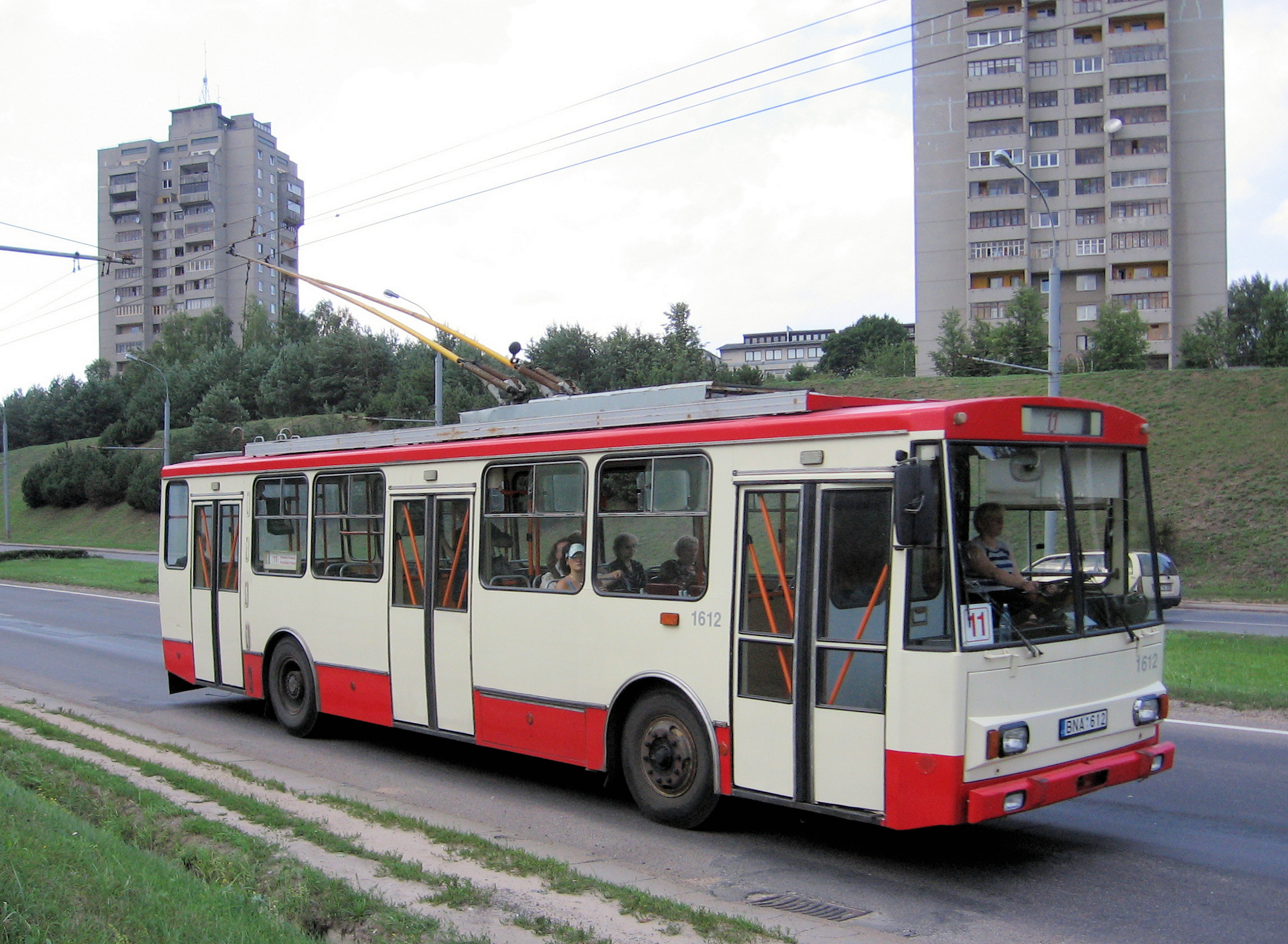
Škoda 14 Tr trolleybus à Vilnius.

Après la Seconde Guerre mondiale, en 1945 (l'année où les nationalisations commencèrent en Tchécoslovaquie et quand les communistes commencèrent à arriver au pouvoir), Škoda fut nationalisé et de nombreux départements furent séparés de la société (par exemple, la division automobile à Mladá Boleslav (Škoda Auto), la division aviation à Prague, quelques usines en Slovaquie, et d'autres usines qui produisaient des équipements pour l'industrie alimentaire). La société a été rebaptisée Závody Vladimíra Iljiče Lenina (Usines Vladimir Ilitch Lénine) en 1951, mais comme le nouveau nom causait des pertes de ventes à l'étranger, le nom fut modifié à nouveau pour revenir à Škoda en 1953. L'usine se concentra sur les marchés de l'Union soviétique et du bloc de l'Est. L'entreprise produisait une vaste gamme de machines lourdes telles que des réacteurs nucléaires et des locomotives. Un manque de renouvellement de ses produits et son infrastructure affaiblirent considérablement la position concurrentielle de la société et sa marque.
À partir de 1962, Škoda est devenu bien connu en URSS et d'autres pays en tant que fabricant de trolleybus, et commença à exporter le Škoda 9 Tr, l'un de ses modèles les plus réussis. Son successeur, le Škoda 14 TR, fabriqué entre 1982 et 1997, est encore largement utilisé, notamment, dans les états postsoviétiques.
En 1978, la société fut transformée en un groupement d’entreprises Škoda appartenant au gouvernement ("Koncern"). Il avait son siège à Plzeň et composé des sociétés: První Brněnská strojírna, ČKD Blansko, ČKD Dukla Praha-Karlín à Prague, Slovenské energetické strojárne S. M. Kirova à Tlmače, et Výzkumný ústav energetických zařízení à Brno.

### Depuis 1989: après la chute du communisme

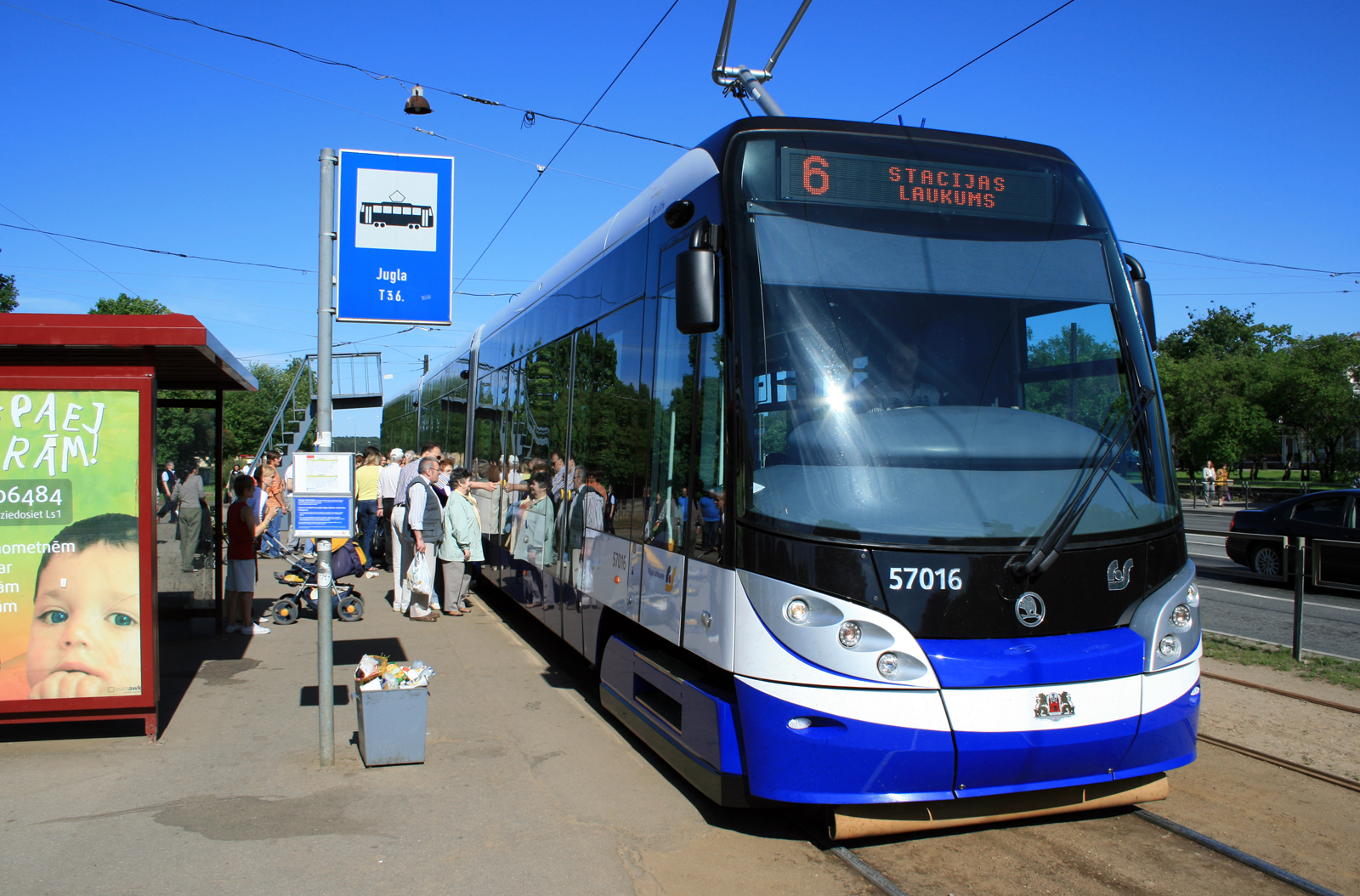
Le dernier modèle de tramway de Škoda, le Škoda 15 T avec un plancher bas, des bogies pivotants.

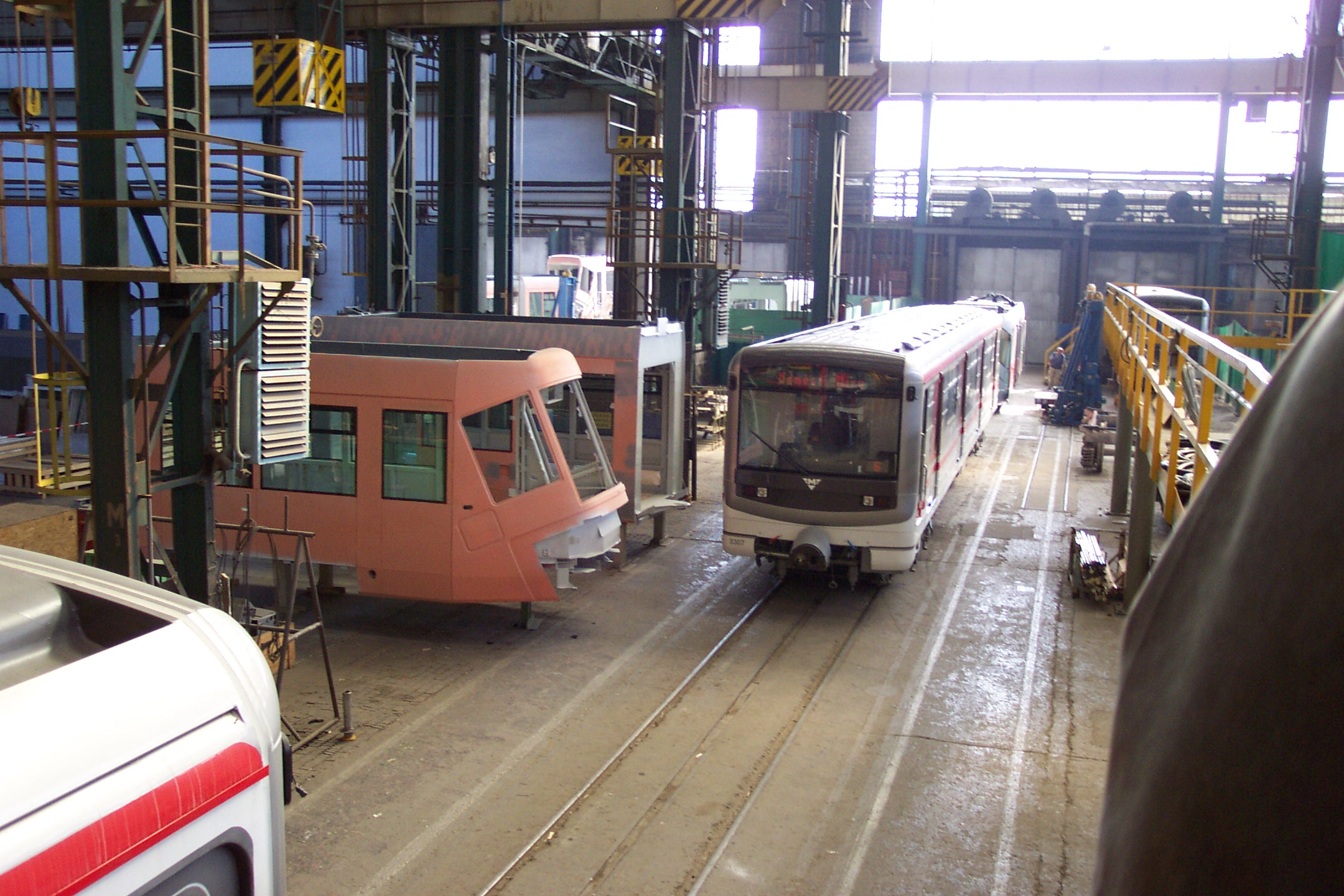
Hangar de maintenance, à gauche de section du tramway Škoda 14 T, et à droite des wagons de métro 81-71 modernisés.

Après que le Parti communiste a perdu le pouvoir fin 1989, la société a été privatisée et reprise par ses dirigeants. Une mauvaise gestion et le démembrement des actifs conduisirent à un effondrement de la société. Elle fut restructurée et certaines usines fermèrent. Après le chaos des années 1990, si on excepte deux petites entités nommées Škoda et Škoda Auto, les usines tchèques Škoda furent de nouveau été regroupées au sein de la société holding Škoda Holding, a.s. en 2000. En 2010, la société holding changea à nouveau son nom pour Škoda Investment, a.s..
À la suite du changement de climat politique en 1989, Škoda s’engagea sur le chemin de la privatisation, et commença à optimiser sa production, établissant de nouveaux contacts commerciaux et recherchant de nouveaux marchés, autres que ceux qui avaient été jusqu'ici sa priorité, à savoir les pays du bloc communiste et de l'Union soviétique, qui s'était effondré après 1989.
En 1991, un partenaire étranger pour le constructeur automobile Škoda Auto a.s. fut recherché par le gouvernement tchèque. Volkswagen fut choisi, la firme allemande acquérant d'abord une participation de 30 %, pour finalement atteindre une participation de 100 % en 1999. Škoda Auto est désormais une entité complètement indépendante des autres sociétés portant le nom de Škoda.
En 1992, la société fut privatisée via « la méthode tchèque »[Quoi ?]. Elle commença à élargir ses activités de production, à acquérir les usines de production des véhicules TATRA et LIAZ et construisit une usine de production de canettes en aluminium pour les boissons gazeuses. Cette expansion mit en péril la stabilité financière de l'entreprise. En 1999, elle conclut un accord avec les banques créancières, et la restructuration de la totalité de la structure du capital du groupe Škoda fut entreprise. Il en résulta une stabilité juridique et financière de l'entreprise. Actuellement, une restructuration sectorielle des unités de production du groupe est en cours. En avril 2000, Škoda Holding a.s. prit le contrôle de dix-neuf des principales filiales et de la plupart des unités de production.
En 2003, le gouvernement tchèque vendit sa participation de 49 % au groupe Appian pour 350 millions de CZK et plus tard dans l’année, le groupe Appian acquit le reste des actions lors de la liquidation de l'ancien propriétaire. Le groupe Appian est une holding incorporée aux Pays-Bas et contrôlé via des sociétés écrans. Le ou les véritables propriétaires restent inconnus, malgré les enquêtes menées par la police tchèque. En septembre 2010, un groupe de quatre cadres (anciens et actuels dirigeants de Škoda) annonça qu'il allait acquérir Škoda auprès du groupe Appia pour un prix non divulgué,. Les médias tchèques émirent l'hypothèse que l'acquisition n'était qu'une formalité, car les gestionnaires étaient probablement propriétaires de la société mère Appian,.
Škoda a récemment mis l'accent uniquement sur le secteur des transports. Les autres divisions ont été vendues, une grande partie d'entre elles à la société russe OMZ (le prix n'a pas été publié, mais est estimé à environ un milliard de CZK). Dans le même temps, des petites sociétés de transport ont été acquises, par exemple une partie de la société hongroise Ganz, VÚKV (propriétaire du Circuit d'essai ferroviaire de Velim) et de certains actifs liés au transport de l’ancienne ČKD, maintenant nommé Škoda Vagonka. Enfin, en 2009, Skoda Holding annonça que le conglomérat sud-coréen Doosan faisait l'acquisition de sa division puissance pour 11,5 milliards de CZK (656 millions de dollars),.

## Production actuelle
La division puissance (vendu à Doosan) fabrique des turbines à vapeur, échangeurs de chaleur et des condenseurs.
La division transports produit des trolleybus, des tramways, des locomotives électriques, rames automotrices électriques et des métros.
Les équipements internes de la cuve du réacteur EPR d'Olkiluoto 3 (Finlande) ont été fabriqués par SKODA, sous la responsabilité de l’usine Areva de Saint- Marcel.
Composants clés du circuit primaire, les équipements internes de cuve constitués de trois sous-ensembles de près de 100 tonnes chacun (l'enveloppe de cœur, le réflecteur lourd, les internes supérieurs) seront introduits et assemblés successivement dans la cuve du réacteur en début de cette année (2010).
La fabrication de cette tête de série a été confiée à SKODA (République tchèque) réputé notamment pour son savoir-faire dans l'usinage de composant de grandes dimensions.

### Produits
| Produit       | Variantes                                                        | Image | Type                          | Opérateur                                   |
| ------------- | ---------------------------------------------------------------- | ----- | ----------------------------- | ------------------------------------------- |
| Škoda 109 E   | - ČD Class 380 (de) - ZSSK Class 381 (de)                        |       | Locomotive électrique         | - ČD - ZSSK                                 |
| CityElefant   | - ČD Class 471 - LG Class 575 - ZSSK Class 671 - UZ Class 675    |       | Élément automoteur électrique | - ČD - LG - ZSSK - UZ                       |
| Škoda 7Ev     | - ČD Class 440 - ČD Class 640 - ČD Class 650                     |       | Élément automoteur électrique | - ČD                                        |
| Dm12          | - VR Class Dm12                                                  |       | autorail                      | - VR                                        |
| Škoda Elektra | - Škoda 14 T - Škoda 13 T - Škoda 16 T - Škoda 19 T - Škoda 26 T |       | Tramway                       | - Prague - Brno - Wrocław - Miskolc - Konya |
| Škoda ForCity | - Škoda 15 T                                                     |       | Tramway                       | - Prague - Riga                             |

## Traduction
- (en) Cet article est partiellement ou en totalité issu de l’article de Wikipédia en anglais intitulé « Škoda Works » (voir la liste des auteurs).